# 商业宫 (雷恩)
商业宫（Palais du Commerce）是法国布列塔尼大区首府雷恩的一座历史建筑，建于19世纪末20世纪初。 
商业宫最初是一个交易所。现在内部设有图书馆、美术学院和音乐学院，还有邮局和咖啡馆。

## 位置
商业宫位于雷恩市中心的共和国广场南侧，地处中、中西、西南三县（canton）的交界处。

## 历史

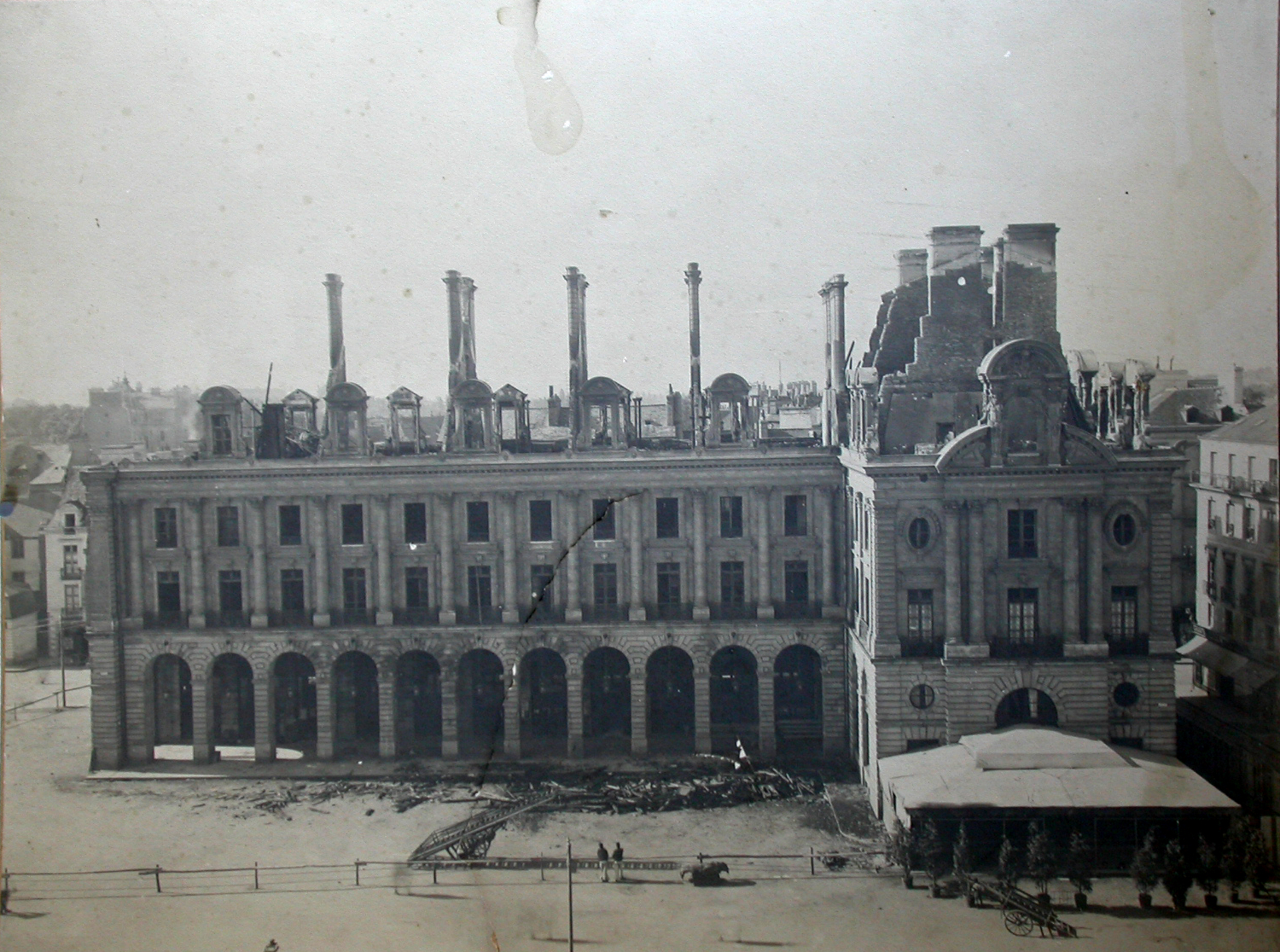
1911年大火

该建筑建于1885-1929年之间，由建筑师Jean-Baptiste Martenot和Emmanuel Le Ray建造。建筑分两个阶段进行：西楼建于1885年至1891年，其余建筑建于1922-1929年。西楼在1911年遭受大火。

## 建筑

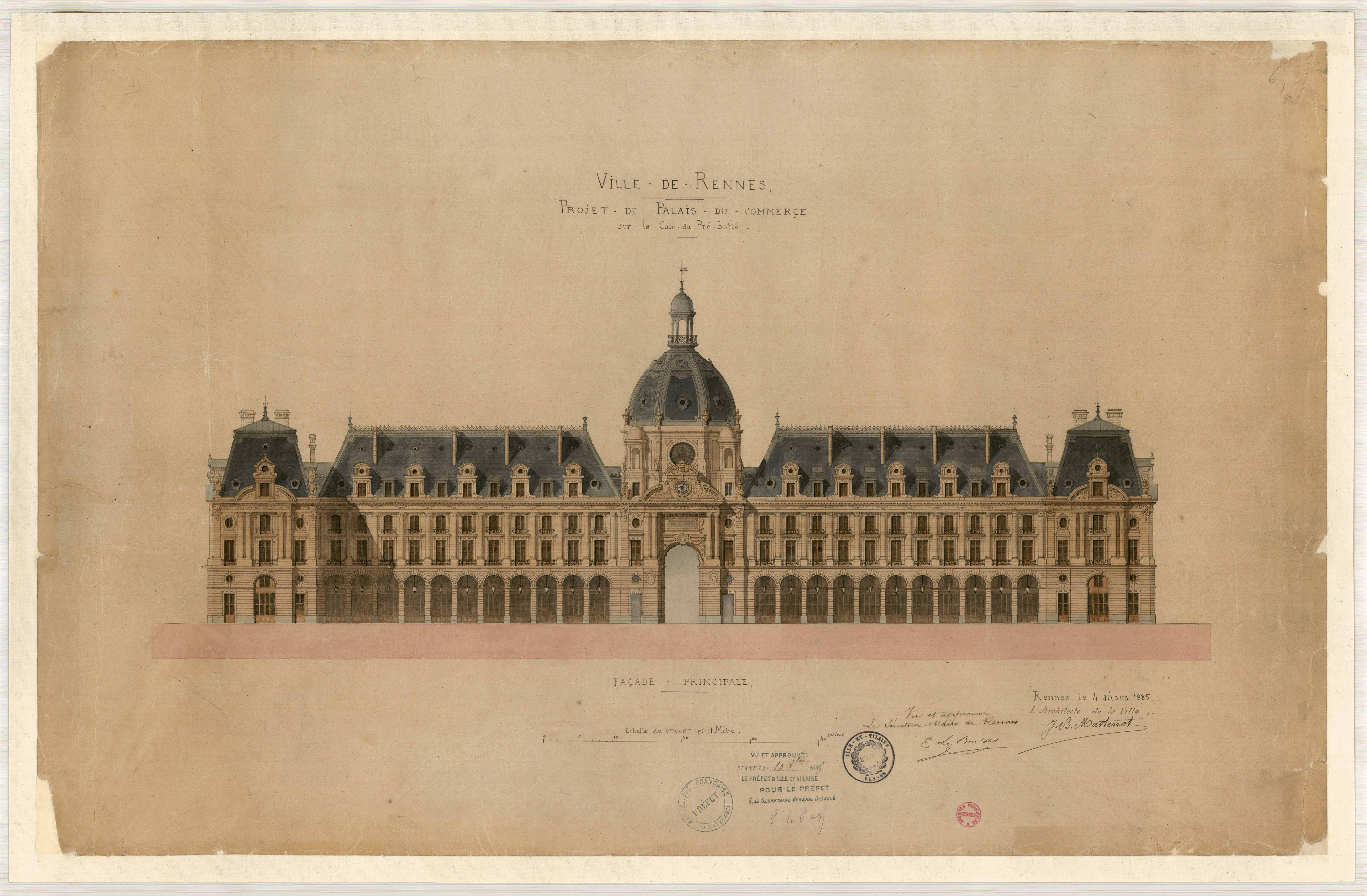

建筑物形成一个面向北方的U形，两翼对称延伸。